# Rockstar Toronto
Rockstar Games Toronto ULC — внутренняя студия Rockstar Games по портированию и разработке игр, расположенная в Оквилле, Онтарио, Канада.
Студия работала над несколькими портами игр Rockstar Games, а также над игрой 2005 года The Warriors, основанной на одноименном фильме 1979 года, и Max Payne 3 в 2011 году. Rockstar Vancouver была объединена с Rockstar Toronto, в результате чего компания переехала в новые, более крупные офисы.

## История
Rockstar Toronto была основана как Imagexcel в начале 1980-х, «до появления He-Man». Студия разработала примерно пятнадцать игр на нескольких системах до 1995 года. Она начала разработку собственного игрового движка в 1993 году, а также дополнительной игры в сотрудничестве с GameTek в декабре того же года. Род Хамбл, как исполнительный продюсер GameTek, изначально написал сценарий под названием Bloods, который вращался вокруг бандитских разборок. Когда компания отправила его доработку в Imagexcel, студия переработала концепцию в то, что стало Карантином. Хамбл посчитал новую версию «намного превосходящей игру». В октябре 1994 года в состав Imagexcel вошли программист и управляющий партнер Кевин Хоар, программисты Эд Золнерик и Энди Браунбилл, а также художники Грег Бик и Рэй Лараби. GameTek выпустила игру в том же месяце. 9 марта 1995 года издатель объявил о приобретении активов Imagexcel через недавно основанную дочернюю компанию Alternative Reality Technologies. Сделка включала движок Quarantine, который GameTek намеревался использовать в других играх. Хоар, Золнерик, Бик и Лараби составили ядро канадской компании GameTek по разработке. После приобретения студия также называлась GameTek Canada.

## Разработанные игры

### Imagexcel
| Год  | Название          | Платформы                                                                               | Издатель                               |
| ---- | ----------------- | --------------------------------------------------------------------------------------- | -------------------------------------- |
| 1988 | Technocop         | Amiga, Amstrad CPC, Apple II, Atari ST, Commodore 64, MS-DOS, Sega Genesis, ZX Spectrum | Gremlin Graphics, U.S. Gold, RazorSoft |
| 1990 | The Ultimate Ride | Amiga, Atari ST                                                                         | Mindscape                              |
| 1994 | Quarantine        | 3DO Interactive Multiplayer, MS-DOS, PlayStation, Sega Saturn                           | GameTek                                |

### Alternative Reality Technologies
| Год  | Название                    | Платформы                         | Издатель              |
| ---- | --------------------------- | --------------------------------- | --------------------- |
| 1996 | Quarantine II: Road Warrior | MS-DOS                            | Mindscape, GameTek    |
| 1997 | Dark Colony                 | Classic Mac OS, Microsoft Windows | Strategic Simulations |

### Rockstar Canada
| Год  | Название                      | Издатель       | Платформы                              | Примечания                                                 |
| ---- | ----------------------------- | -------------- | -------------------------------------- | ---------------------------------------------------------- |
| 1999 | Grand Theft Auto: London 1969 | Rockstar Games | Microsoft Windows, MS-DOS, PlayStation | Пакет расширения для Grand Theft Auto                      |
| 1999 | Grand Theft Auto: London 1961 | Rockstar Games | Microsoft Windows, MS-DOS              | Пакет расширения для Grand Theft Auto                      |
| 2001 | Oni                           | Rockstar Games | PlayStation 2                          | Только портирование; игра разработана Bungie West          |
| 2001 | Max Payne                     | Rockstar Games | PlayStation 2                          | Только портирование; игра разработана Remedy Entertainment |

### Rockstar Toronto
| Год  | Название                                     | Платформы                                                                                           | Издатель       | Примечания                                                                |
| ---- | -------------------------------------------- | --------------------------------------------------------------------------------------------------- | -------------- | ------------------------------------------------------------------------- |
| 2005 | The Warriors                                 | PlayStation 2, PlayStation Portable, Xbox                                                           | Rockstar Games |                                                                           |
| 2007 | Manhunt 2                                    | Microsoft Windows, PlayStation 2, PlayStation Portable, Wii                                         | Rockstar Games | Вспомогательная разработка для Rockstar London; порт на Wii               |
| 2008 | Bully: Scholarship Edition                   | Microsoft Windows, Wii, Xbox 360                                                                    | Rockstar Games | Вспомогательная разработка для Mad Doc Software; порт на Wii              |
| 2008 | Grand Theft Auto IV                          | Microsoft Windows                                                                                   | Rockstar Games | Порт для Microsoft Windows, совместно с Rockstar New England              |
| 2010 | Grand Theft Auto: Episodes From Liberty City | Microsoft Windows                                                                                   | Rockstar Games | Порт для Microsoft Windows, совместно с Rockstar New England              |
| 2012 | Max Payne 3                                  | macOS, Microsoft Windows, PlayStation 3, Xbox 360                                                   | Rockstar Games | Совместно с Rockstar Studios; порт для Microsoft Windows                  |
| 2013 | Grand Theft Auto V                           | Microsoft Windows, PlayStation 3, PlayStation 4, PlayStation 5, Xbox 360, Xbox One, Xbox Series X/S | Rockstar Games | Вспомогательная разработка для Rockstar North; порт для Microsoft Windows |
| 2018 | Red Dead Redemption 2                        | Microsoft Windows, PlayStation 4, Stadia, Xbox One                                                  | Rockstar Games | Совместно с Rockstar Studios; порт для Microsoft Windows                  |